# Günther Grewendorf
Günther Grewendorf (* 7. Juli 1946) ist ein deutscher Sprachwissenschaftler.

## Leben
Nach dem Studium (1967–1971) an der Ludwig-Maximilians-Universität München (LMU) und Johann Wolfgang Goethe-Universität Frankfurt am Main (Philosophie, Linguistik, Literatur) erwarb er 1971 den Magister (M.A., München). Nach dem Promotionsstudium (1971–1974) an der LMU (Philosophie, Linguistik, formale Logik) und der Promotion 1974 (Dr. phil.: Philosophie) war er von 1976 bis 1984 wissenschaftlicher Assistent an der FU Berlin. Nach der Habilitation 1979 (Dr. habil., FU Berlin: Linguistik) war er von 1984 bis 2015 Professor (C4) für Linguistik an der Johann Wolfgang Goethe-Universität Frankfurt am Main.
Seine Forschungsschwerpunkte sind generative Syntax und Universale Grammatik, Pragmatik (Sprechakttheorie, Theorie der konversationellen Implikaturen), Sprachphilosophie (Wittgenstein, Austin, Searle) und forensische Linguistik.

## Schriften (Auswahl)
- Argumentation und Interpretation. Wissenschaftstheoretische Untersuchungen am Beispiel germanistischer Lyrikinterpretationen. Kronberg im Taunus 1975, ISBN 3-589-20066-9.
- Sprache als Organ – Sprache als Lebensform. Frankfurt am Main 1995, ISBN 3-518-58202-X.
- Minimalistische Syntax. Tübingen 2002, ISBN 3-7720-2984-1.
- Noam Chomsky. München 2006, ISBN 3-406-54111-9.